# The Right to Live (film fra 1921)
The Right to Live er en britisk stumfilm fra 1921 af A.E. Coleby.

## Medvirkende
- A.E. Coleby som Bill Rivers
- Phyllis Shannaw som Marjorie Dessalar
- Peter Upcher som Sir Robert Martindale
- Marguerite Hare som Mrs. Rivers
- Henry Nicholls-Bates